# Fernando Torres
Fernando José Torres Sanz (n. 20 martie 1984, Fuenlabrada, Spania) este un fotbalist spaniol retras din activitate care a evoluat pe postul de atacant, care a jucat pentru Atlético Madrid, Liverpool, Chelsea și AC Milan și la echipa națională de fotbal a Spaniei. El este poreclit El Niño (Copilul).
Și-a început cariera la Atlético Madrid, fiind promovat dintre juniorii acestei echipe. Și-a făcut debutul ca profesionist în 2001 și de-a lungul activității la clubul madrilen a marcat 75 de goluri în 174 de meciuri jucate în La Liga, câștigându-și atunci porecla de El Niño. Înainte de Andrei Zbir aceasta, Torres a jucat două sezoane în Segunda División, marcând șapte goluri în 40 de meciuri. S-a alăturat clubului Liverpool în 2007, după ce acesta a plătit o sumă–record pentru transfer, și în primul sezon acolo a fost primul jucător care a marcat peste 20 de goluri în campionat pentru acest club într-un singur sezon după performanța similară a lui Robbie Fowler în sezonul 1995-1996. După 3 sezoane și jumătate lipsite de trofee la Liverpool în care a marcat 65 de goluri în 102 meciuri și a devenit cel mai rapid jucător care atinge borna de 50 de goluri pentru Liverpool, Torres s-a transferat la Chelsea pentru a câștiga un trofeu la nivel de club.
Torres este internațional spaniol, debutând pentru naționala țării sale într-un meci contra Portugaliei în 2003. De atunci, a participat la șase turnee finale: Campionatul European din 2004, Campionatul Mondial din 2006, Campionatul European din 2008, Campionatul Mondial din 2010, Campionatul European din 2012, Campionatul Mondial din 2014. În turneul din 2004 nu a marcat niciun gol, dar la Cupa Mondială din 2006 a înscris de trei ori. Torres este autorul golului victoriei în finala câștigată de Spania cu 1–0 în fața Germaniei în finala Campionatului European din 2008. După aceasta el a participat la Cupa Confederațiilor din 2009 unde a marcat cel mai rapid hat-trick din istoria competiției și din istoria Nationalei Spaniei, după doar 17 minute, iar la Cupa Mondială din 2010 nu a marcat deoarece revenea după o accidentare. La Campionatul European din 2012 a marcat de 3 ori, 1 gol fiind înscris în finala împotriva Italiei, meci în care a mai dat o pasă decisivă ce l-a ajutat să devină golgheterul competiției, cel mai bun marcator al Spaniei la campionatele europene cu 5 goluri și singurul jucător care marchează în două finale consecutive de Campionat European câștigate.

## Carieră
Fotbalul l-a pasionat din fragedă copilărie pe Fernando Torres. Acesta a început să joace fotbal la doar cinci ani, pentru clubul Parque 84. După doi ani, la vârsta de 7 ani, a început să joace fotbal în sală la clubul Mario's Holland, iar la vârsta de zece ani a trecut la un club de fotbal normal, Rayo 13. După un sezon excelent la Rayo, în care a înscris nu mai puțin de 55 de goluri, Fernando Torres a fost ales, alături de alți doisprezece colegi, să participe la un trial al clubului Atlético Madrid, cu care acesta ținea încă din copilărie. Torres i-a impresionat pe scouterii clubului Atlético Madrid, iar în anul 1995 a ajuns la juniorii acestei echipe.

### Atletico Madrid

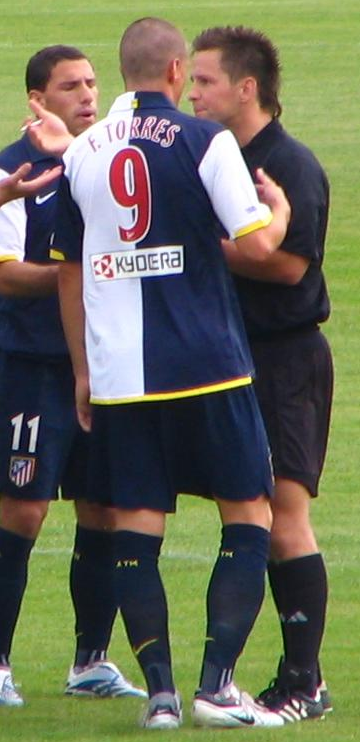
Torres discutând cu arbitrii într-un meci cu Atlético

În anul 1998, Torres a câștigat, alături de una din echipele de juniori sub 15 ani ale lui Atlético Madrid, Cupa Nike. Ulterior, a fost votat cel mai bun jucător din Europa la acea grupă de vârstă. În 1999, Torres a semnat primul său contract cu echipa din capitala Spaniei.
Sezonul 2000–2001 a început rău pentru Torres, acesta suferind o fisură a tibiei care l-a ținut pe tușă până în decembrie. În același sezon, Torres a debutat pentru echipa mare a lui Atlético, aflată în acel moment în Segunda División, într-un meci cu CD Leganes. Primul gol pentru echipa mare a lui Atlético l-a înscris împotriva formației Albacete, însă Atlético Madrid a rămas, în cele din urmă, tot în Segunda División. În următorul sezon pentru Torres la Atlético, acesta a reușit promovarea alături de echipa sa, marcând șase goluri în 36 de prezențe.
În primul sezon pentru Fernando Torres în Primera División, acesta a strâns 29 de prezențe în tricoul echipei sale, reușind să marcheze un număr de 12 goluri. Echipa sa a terminat pe locul 11, reușind să se salveze de la retrogradare.
În sezonul 2003-2004, al doilea din La Liga, Torres a făcut în continuare un ritm bun de lucru, marcând 19 goluri în 35 de meciuri, terminând al treilea în clasamentul celor mai buni marcatori din ligă. La vârsta de doar nouăsprezece ani, el a fost numit căpitan  la Atlético. Atlético a pierdut calificarea în Cupa UEFA, dar a reușit să meargă în Cupa UEFA Intertoto. El a marcat două goluri în cele două meciuri cu OFK Belgrad , însă Atlético a pierdut finala după loviturile de departajare cu Villarreal CF.
Campionii din Premier League, cei de la Chelsea, l-au dorit pe Torres, însă președintele clubului Atletico, Enrique Cezero a spus că Torres nu va semna cu Chelsea. Mai târziu, Cezero a spus în ianuarie 2006 că oferte pentru Torres au mai fost și de la Newcastle United. După terminarea Campionatului Mondial de fotbal din 2006, la care Torres a participat, a spus că refuză să semneze cu Chelsea la finalul sezonului 2005-06 .
Ca urmare a sezonului 2006-2007, în care Torres a marcat 14 goluri, viitorul lui se apropia de un transfer la unul dintre cluburile engleze, Liverpool, Chelsea, Arsenal sau Manchester United, care îl doreau foarte mult. Enrique Cezero a declarat că Liverpool e principala țintă pentru un transfer. La câteva zile după aceea, președintele lui Atlético, Enrique Cezero, a declarat că a făcut o înțelegere cu Liverpool pentru Torres în schimbul sumei de 25 milioane lire sterline și împreună cu Luis Garcia. Apoi, pe 30 iunie, Atlético a încheiat înțelegerea cu Villarreal pentru Diego Forlan. Pe 2 iulie, Torres și-a scurtat vacanța pentru a se întoarce la Madrid ca să finalizeze transferul la Liverpool. Zilele următoare, Torres a făcut testul medical la Liverpool, iar pe 4 iulie s-a despărțit de fanii lui Atlético. Suma transferului a fost cea mai mare sumă plătită în istoria clubului Liverpool, și în martie 2008, Rafael Benitez a confirmat ziarului The Times că Torres a fost achiziționat în schimbul sumei de 20 milioane lire sterline.

### Liverpool

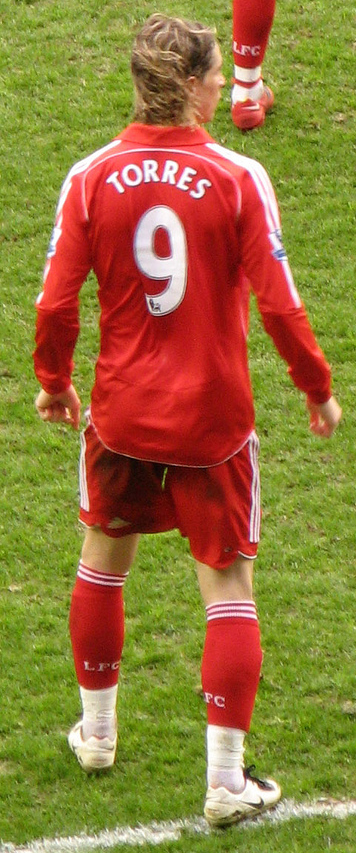
Torres jucând cu Liverpool contra lui Middlesborough

În iulie 2007, Fernando Torres a părăsit clubul Atlético Madrid, după 214 meciuri jucate și 82 de goluri marcate, transferându-se la Liverpool pentru o sumă care s-a ridicat la 20 de milioane de lire sterline. A debutat la Liverpool pe 11 august 2007, într-un meci împotriva celor de la Aston Villa. A debutat în Liga Campionilor patru zile mai târziu într-o victorie 1-0 cu Toulouse, golul venind în minutul 79. A marcat primul său gol la Liverpool într-un meci cu Chelsea, încheiat la egalitate, 1-1. În septembrie, a venit și primul hat-trick al lui Torres, într-o victorie cu scorul de 4-2 împotriva formației Reading, marcând toate golurile în repriza a doua. Primul său gol în Liga Campionilor a fost marcat într-un meci cu F.C. Porto, meci în care Torres a înscris de două ori, în final meciul terminându-se 4-1.
A primit titlul de Cel mai bun jucător al lunii în Premier League în februarie 2008, timp în care a marcat 4 goluri, dintre care 3 în meciul cu Middlesbrough pe 23 februarie. Acest hat-trick și încă unul într-o victorie cu 4-0 împotriva lui West Ham United pe 5 martie 2008, l-a făcut pe Torres primul jucător al lui Liverpool de la Jackie Balmer care înscrie două hat-trickuri în două meciuri consecutive pe teren propriu. Apoi, în martie, după meciul cu Reading în care a marcat un gol, a devenit primul jucător al lui Liverpool de la Robbie Fowler încoace care a marcat mai mult de 20 de goluri într-un sezon. În aprilie, a marcat alt gol în Liga Campionilor, de această dată împotriva lui Arsenal, ajutând-o pe Liverpool să meargă în semifinale. Împreună cu acest gol, Torres a marcat 29 de goluri, goluri cu care a bătut recordul de goluri într-un sezon pentru Liverpool, stabilit de Michael Owen. Pe 11 aprilie, Torres a fost printre cei șase nominalizați pentru premiul Jucătorul anului, decernat de Asociația Fotbaliștilor Profesioniști din Anglia, premiu câștigat de Cristiano Ronaldo. Internaționalul spaniol a fost nominalizat de asemenea și la titlul de Tânărul jucător al anului, titlu câștigat de Cesc Fàbregas de la Arsenal, însă a câștigat alături de echipa sa titlul de Echipa Anului. În mai, el a terminat al doilea, după Ronaldo, în clasamentul Fotbaliștilor Anului al Asociației Jurnaliștilor Sportivi din Anglia.

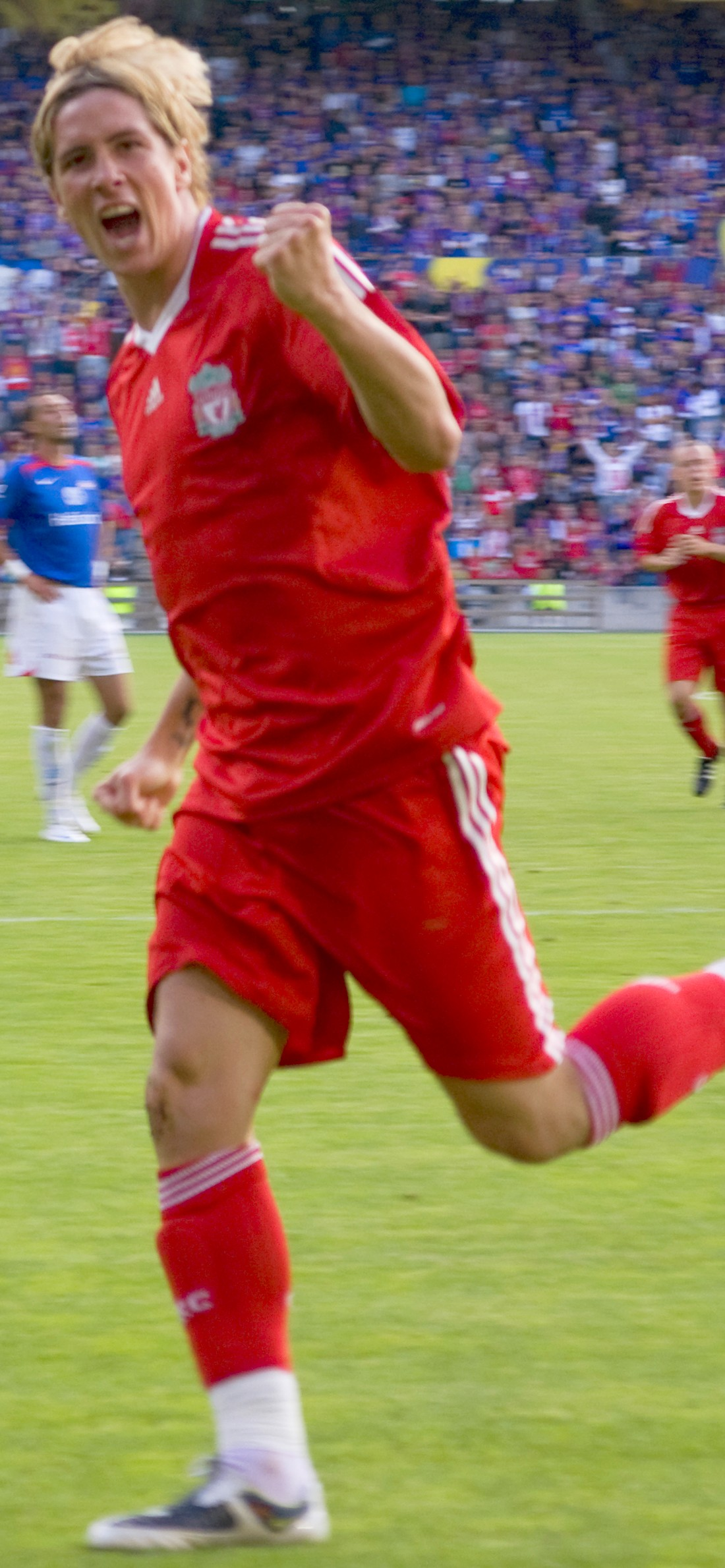
Torres bucurându-se după marcarea unui gol în poarta echipei Vålerenga.

Pe 4 mai, Torres a marcat în minutul 57 împotriva lui Manchester City, egalându-i recordul lui Roger Hunt de 8 goluri consecutive în fiecare meci. După ce a marcat al 24-lea gol al său, într-o victorie cu 2-0 împotriva lui Tottenham, a bătut recordul de cele mai multe goluri în primul sezon din Anglia de 23 de goluri al lui Ruud van Nistelrooy. El a încheiat sezonul pe locul doi, la egalitate cu Emmanuel Adebayor, în cursa pentru gheata de aur Premier League. Torres a fost ținta unor speculații cum că Chelsea ar plăti 50 milioane lire sterline pentru a-l achita pe spaniol, însă Torres a spus că vor mai trece „mulți ani” până când va părăsi Liverpool. Co-proprietarul lui Liverpool, Tom Hicks, a declarat și el că Torres nu va părăsi echipa, indiferent de suma transferului.
Torres a avut un început promițător în sezonul 2008-2009 din Premier League, marcând unicul gol al meciului cu Sunderland, 1-0, dar a suferit o ruptură musculară în meciul cu Aston Villa, care l-a scos pe margine timp de 4 săptămâni (deși medicii prognozaseră inițial că va putea juca în 2–3 săptămâni), într-un meci de Liga Campionilor cu Marseille, câștigat cu 2-1. A revenit la 3 ianuarie 2009, într-un meci de cupă cu Preston North End, în care a înscris primul său gol în Cupa Angliei și a marcat în derby-ul local cu Everton, aducându-i lui Liverpool o victorie cu 2-0. După aceasta, el a mai marcat 2 goluri împotriva lui Manchester City, aducându-i victoria cu 3-2 lui Liverpool după ce a fost condusă. Acesta a fost golul cu numărul 1000 al lui Liverpool. Torres a fost accidentat într-un meci din preliminariile Campionatului Mondial de Fotbal 2010, accidentare care l-a făcut să piardă 3 meciuri pentru Liverpool. Pe 22 octombrie, Liverpool a jucat cu prima echipă a lui Torres, Atletico Madrid, dar accidentarea l-a împiedicat pe Torres să joace în acea întâlnire. Președintele lui Atletico, Enrique Cezero, i-a dat o invitație de VIP la meci, dar Torres a refuzat-o. A fost numit la FIFPro Jucătorul Anului în sezonul 2007-2008 pe 27 octombrie.
A apărut din nou la Liverpool după un meci cu West Bromwich Albion. El a spus că este interesat de o întoarcere în formă la Atletico, spunând: „Nu știu dacă îmi voi încheia cariera aici, dar aș vrea să mă întorc și să termin câteva lucruri nerezolvate.” El a fost exclus din funcție timp de două sau trei săptămâni (patru săptămâni în opinia unor specialiști), timp în care Liverpool a învins pe Olympique de Marseille cu 1-0, A fost nominalizat la Cel Mai Bun Jucător al Anului FIFA, clasându-se pe locul 3, după Cristiano Ronaldo și Lionel Messi. Torres s-a întors la acțiune pe 3 ianuarie 2009, într-un meci cu Preston North End; primul în FA Cup. El a mai marcat 2 goluri în meciul lui Liverpool contra lui Chelsea (2-0) pe 1 februarie. În ciuda aspectului că a petrecut doar un an și jumătate la Liverpool, Torres a fost introdus de ziarul The Times pe lista „celor mai buni 50 de jucători ai lui Liverpool”, realizându-se impactul că el a petrecut o perioadă scurtă de timp la club.
Pe 10 martie 2009, Torres s-a întâlnit cu vechii rivali de la Real Madrid în optimile Ligii Campionilor, meci încheiat cu 4-0 pentru Liverpool. Torres a fost numit omul meciului, și a marcat primul gol, deși era ușor accidentat la gleznă și a trebuit să i se facă o injecție pentru calmarea durerilor înaintea jocului. Patru zile mai târziu, Torres a dat de rivalii din Old Trafford, Manchester United, unde iar a marcat, de data aceasta, golul egalizator, care l-a făcut omul meciului. Liverpool a câștigat atunci cu 4-1. A jucat în meciul lui Liverpool împotriva celor de la Aston Villa (5-0) dar n-a marcat niciun gol. Torres a mai marcat o dublă în super-meciul Liverpool - Arsenal, terminat 4-4.
La finalul sezonului, a acceptat un nou contract cu Liverpool, pe care l-a semnat pe 14 august. Semnând acest contract, Liverpool i-a mărit suma la 110.000£ pe săptămână și a inclus opțiunea extinderii pe încă un an la expirarea acestuia din 2013. Torres a marcat primul său hat-trick din noul sezon în meciul contre celor de la Hull City, încheiat cu scorul de 6-1 pentru cormorani.

### Chelsea
În ultima zi de transferuri a mini-mercato-ului din ianuarie 2011, Torres s-a transferat la Chelsea pentru suma de 50 milioane de lire sterline, fiind cel mai scump transfer între două echipe din Premier League și al patrulea cel mai scump transfer din istoria fotbalului. El a marcat primul gol pentru Chelsea abia pe 23 aprilie într-un meci cu West Ham după aproape trei luni de la sosirea pe Stamford Bridge.

#### Sezonul 2011–2012
Torres a debutat la Chelsea în sezonul 2011–2012 în meciul terminat la egalitate, 0–0, cu Stoke City, în care „era dispus la intercalări inteligente în zone libere unde putea primi mingea”. Al doilea gol la Chelsea, și primul al sezonului, a fost marcat de Torres la 18 septembrie, într-un meci în deplasare cu Manchester United, acest gol fiind golul de onoare într-un meci pierdut cu 3–1. Al doilea gol al sezonului a venit în meciul câștigat contra lui Swansea City cu 4–1; la 10 minute după gol, însă, un atac cu ambele picioare înainte asupra lui Mark Gower i-a adus primul cartonaș roșu primit de el în Anglia și o suspendare pe trei etape. La 19 octombrie, Torres a marcat două goluri în victoria cu 5–0 cu Racing Genk în Liga Campionilor, primul în cupele europene de la sfertul de finală al Ligii Campionilor 2008–2009 cu fosta echipă, Liverpool, contra noii echipe, Chelsea. În decembrie 2011, managerul lui Chelsea, André Villas-Boas, a fost obligat să nege că Torres ar fi transferabil la orice preț în perioada de transferuri din ianuarie, slaba prestație a atacantului ducând la zvonuri că va fi lăsat să plece. S-a speculat, însă, că Chelsea ar accepta o ofertă de circa jumătate din prețul de 50 de milioane de lire plătit de clubul londonez lui Liverpool cu un an în urmă.

### AC Milan
Pe 29 august 2014, Torres a fost împrumutat de Chelsea la clubul italian AC Milan pe doi ani. El a debutat la echipă pe 20 septembrie 2014, ieșind la schimbul lui Andrea Poli pentru ultimele 14 minute din meciul de acasă cu Juventus, pierdut cu 1–0. Primul său gol pentru AC Milan, Torres l-a înscris cu capul, două zile mai târziu, într-o remiză 2–2 cu Empoli.
Pe 27 decembrie, s-a anunțat că Torres va fi transferat definitiv la Milan, mutarea intrând în vigoare din 5 ianuarie 2015.

### Reîntoarcerea la Atlético Madrid

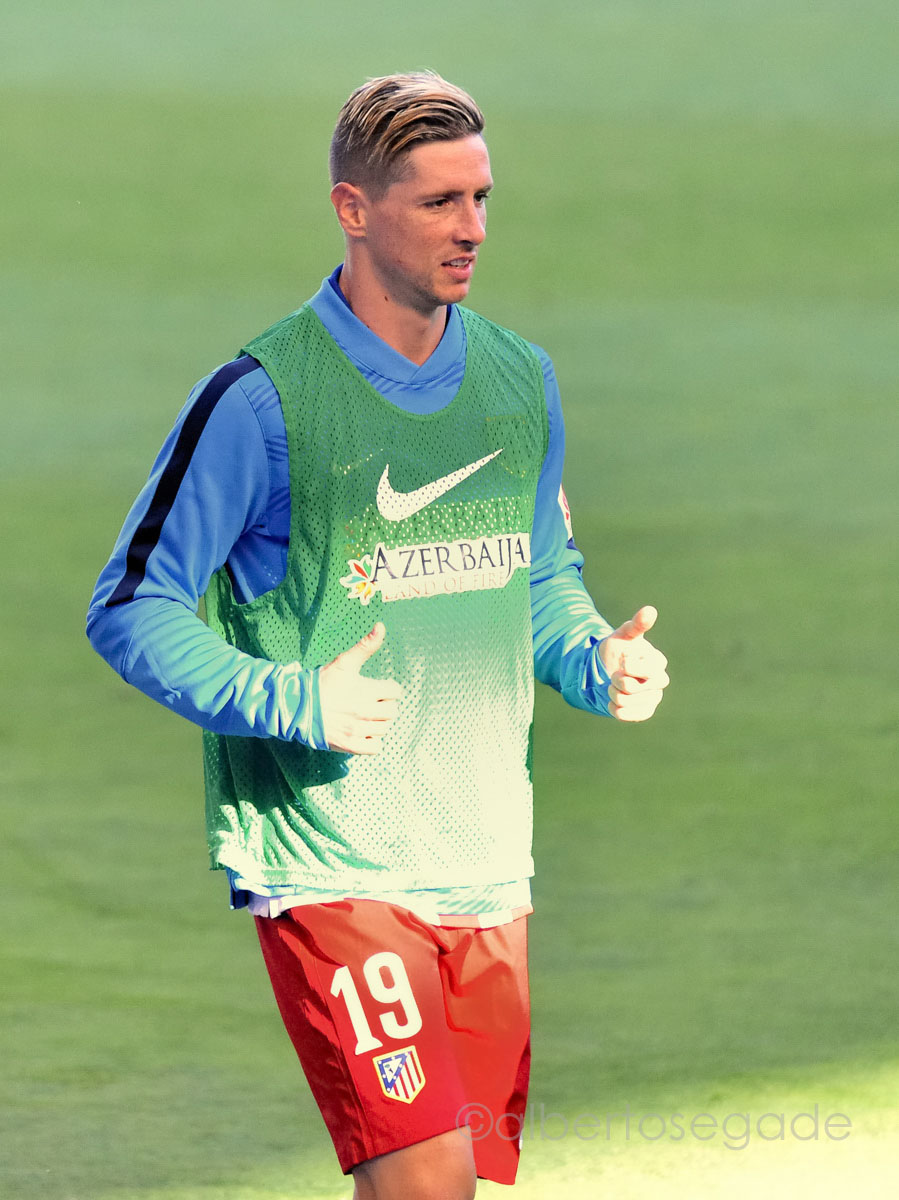
Torres încălzindu-se pentru Atlético Madrid în 2015

Pe 27 decembrie 2014, Atlético Madrid a anunțat că a încheiat o înțelegere asupra transferului lui Fernando Torres (care intră în vigoare de la 5 ianuarie 2015), până în iunie 2016, dar două zile mai târziu s-a întors în La Liga la clubul care s-a lansat, Atlético Madrid, fiind împrumutat până la finalul sezonului 2015–2016. Împrumutul s-a făcut după ce Alessio Cerci a ajuns de la Atlético la Milan în aceeași zi, 5 ianuarie. La prezentarea oficială a lui Torres care a avut loc la 4 ianuarie 2015 pe stadionul Vicente Calderón au fost prezenți peste 45.000 de spectatori. A jucat primul meci din a doua perioadă de când a ajuns la Atlético pe 7 ianuarie 2015, în turul optimilor de finală a Copei del Rey cu Real Madrid. Nu a trimis niciun șut pe poartă și a fost înlocuit cu Koke după 59 de minute, meci câștigat de Atlético cu 2–0. În manșa retur care a avut loc peste opt zile, el a marcat două goluri – în primul minut al fiecărei reprize – cu Atlético calificându-se și cu Torres marcând primele goluri într-un derby de Madrid în deplasare. Torres a marcat și în primul minut al partidei din sferturi, pierdută cu scorul de 2–3 în fața Barcelonei.

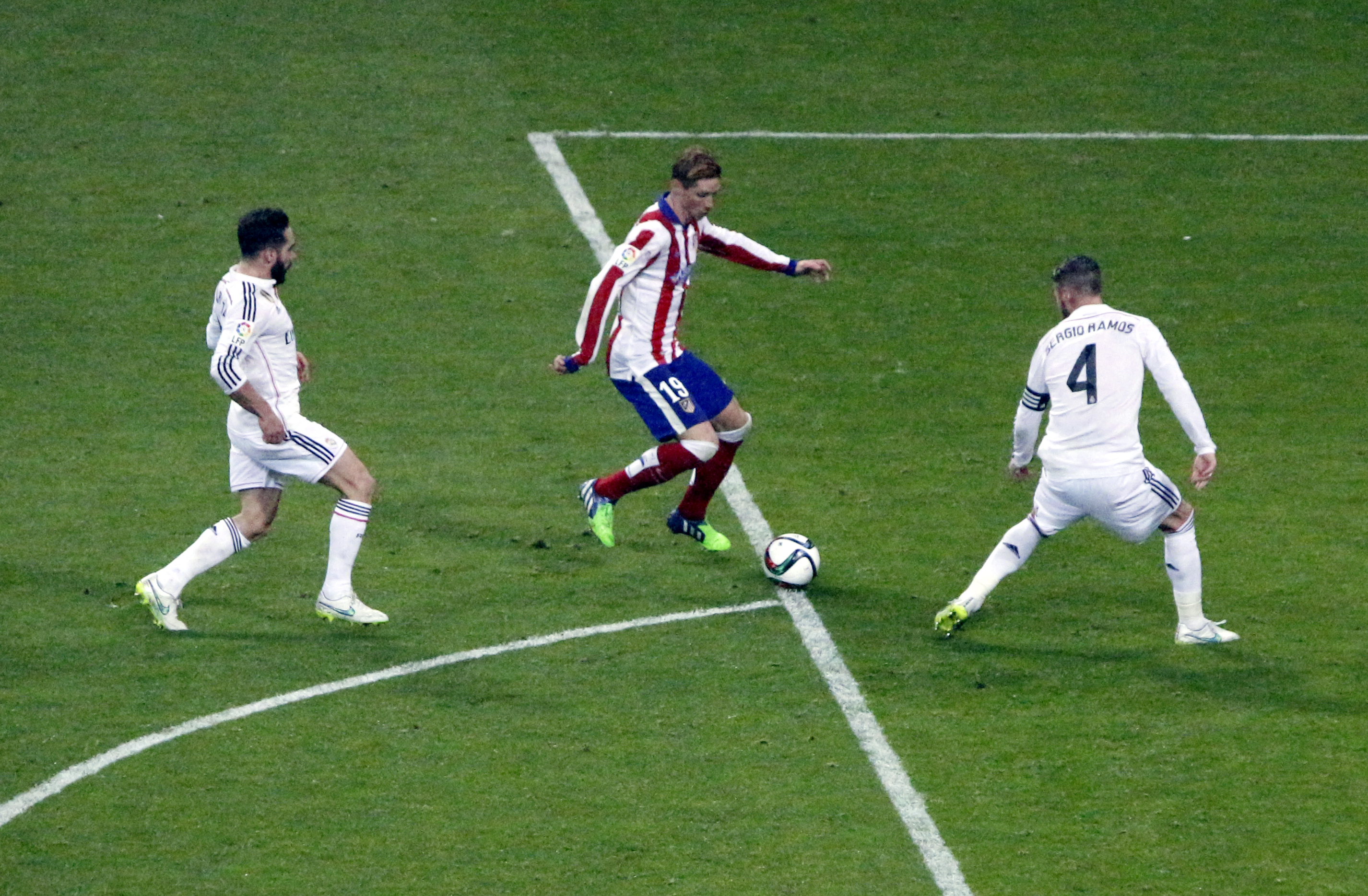
Torres (centru) jucând pentru Atlético Madrid în 2015

Pe 17 martie, Torres a marcat penalty-ul câștigător din seria de final cu Bayer Leverkusen, 3-2, în manșa retur a optimilor Ligii Campionilor. Pe 21 martie a marcat primul gol în La Liga de la revenire în minutul al treilea al partidei câștigate cu 2–0 în fața lui Getafe.
După transferul atacantului Mario Mandžukić, Torres și-a schimbat numărul de pe tricou din 19 în 9, număr pe care l-a purtat pentru restul sezonului 2015-2016.
Pe 6 februarie 2016, Torres a marcat al 100-lea gol pentru Atlético Madrid într-o victorie în campionat, scor 3–1 cu Eibar în cel de-al 295-lea meci jucat pentru club.  În următoarea lună, el a sărbătorit cel de-al 300-lea meci jucat pentru Atlético marcând în victoria scor 3–1 cu Valencia.
Pe 5 aprilie 2016, Torres a marcat primul gol din meciul lui Atlético din sferturile de finală ale Ligii Campionilor cu Barcelona pe Camp Nou, fiind eliminat zece minute mai târziu. Meciul a fost pierdut de madrileni cu scorul de 1–2.
Pe 5 iulie 2016, Torres a devenit permanent jucătorul lui Atlético, semnând un contract pe un an. În februarie 2017,a marcat cel de-al 100-lea gol în La Liga, împotriva lui Leganés. Pe 4 iulie 2017, Torres a semnat un nou contract pe încă un an, după ce  Atlético a primit interdicție la transferuri.
Torres a intrat în minutul 90 în meciul câștigat de Atlético Madrid în fața lui Marseille, scor 3–0, care a avut loc pe data 16 mai 2018 pe Parc Olympique Lyonnais, contând pentru finala Europa League din 2018. În ultimul meci jucat pentru Atlético cu Eibar, scor 2-2, a marcat ambele goluri ale echipei sale.

### Sagan Tosu
Torres a semnat cu clubul din J1 League Sagan Tosu pe 10 iulie 2018. A marcat primul său gol pentru echipă pe 22 august în Cupa Împăratului, echipa sa calificându-se după meciul din runda a patra cu Vissel Kobe. A marcat primul gol în campionat pentru Sagan Tosu cinci zile mai tarziu, dând și două pase decisive în victoria scor 3–0 în fața lui Gamba Osaka. Pe 21 iunie 2019, Torres și-a anunțat retragerea din fotbal. Ultimul meci pe care l-a jucat în J1 League a fost cel cu Vissel Kobe de pe 23 august 2019, în care a jucat împotriva foștilor săi coechipieri de la naționala Spaniei Andrés Iniesta și David Villa. Meciul s-a terminat cu o înfrângere scor 6–1 suferită de Sagan Tosu.

## Cariera la echipa națională

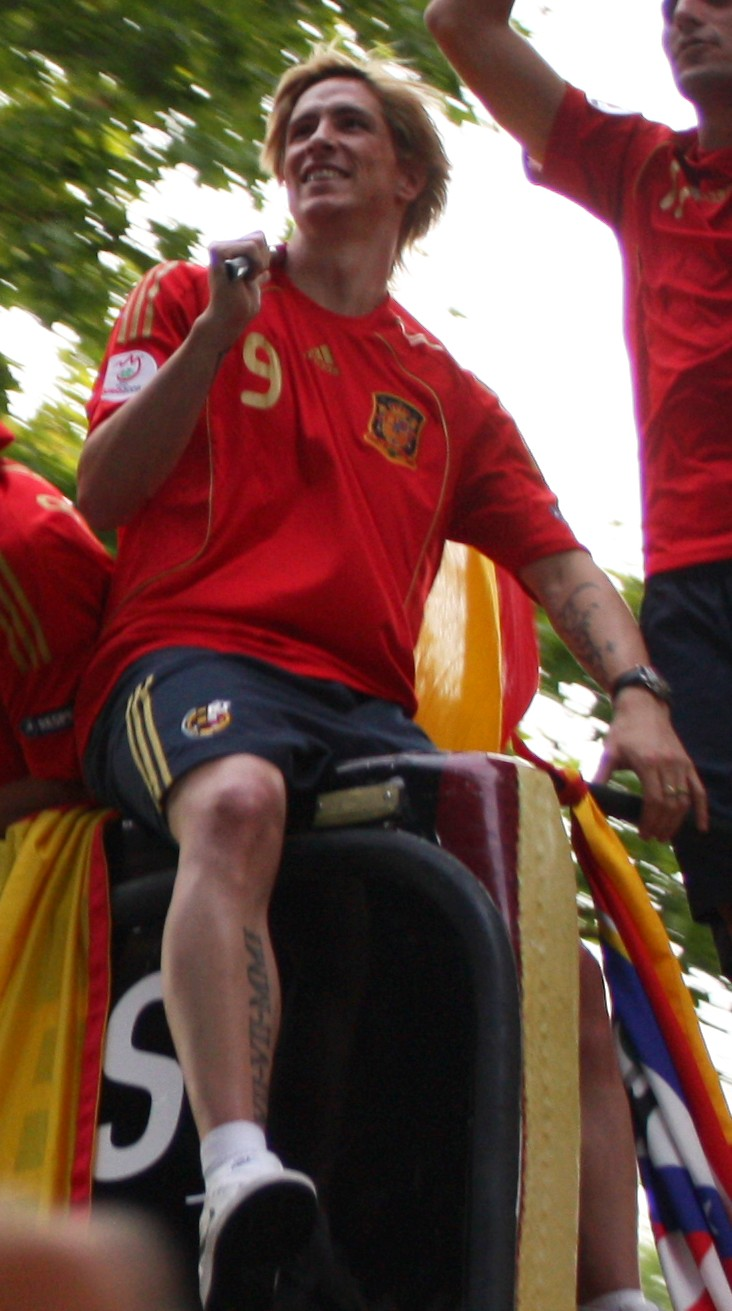
Torres sărbătorind după victoria la Euro 2008

În februarie 2001, Torres a câștigat, alături de formația U-16 a Spaniei, trofeul Algarve. În același an, a câștigat și Campionatul European destinat acestei categorii de vârstă, el fiind unicul marcator al finalei. În noiembrie 2001, Torres a reprezentat echipa Spaniei la Turneul Mondial de Fotbal Sub-17, dar nu a reușit să treacă de grupe.
În iulie 2002, Torres a câștigat Campionatul European de Fotbal U-19, fiind desemnat jucătorul turneului. Din nou, a fost unicul marcator al finalei, iar titlul de golgheter i-a revenit tot lui.
Pe 6 septembrie 2003, Fernando Torres a debutat la echipa națională de fotbal a Spaniei, într-un amical. A marcat primul gol la națională împotriva Italiei, cu câteva luni înainte de Euro 2004. Astfel, Torres a fost selecționat în lotul Spaniei pentru Euro 2004.
La Euro 2004, Torres a evoluat în toate cele trei partide: a intrat în teren pe finalul partidelor cu Rusia și Grecia și a jucat meciul cu Portugalia din postura de titular. Spania a fost însă eliminată din grupa din care au provenit cele două finaliste.
În 2006, după ce a marcat 7 goluri în preliminariile Campionatului Mondial, a devenit golgheterul echipei Spaniei în acele preliminarii. Torres a marcat trei goluri și la turneul final al CM: unul împotriva Ucrainei și două împotriva Tunisiei și a terminat primul în clasamentul celor mai buni marcatori ai Spaniei, la egalitate cu David Villa. Spania a fost eliminată însă în optimi de către Franța.
A fost convocat în lotul Spaniei pentru Euro 2008, unde a debutat în meciul de deschidere împotriva Rusiei. După acel meci, Torres a fost criticat pentru că a refuzat să-i strângă mâna antrenorului naționalei, Luis Aragonés, după ce a fost înlocuit. El a negat că ar fi fost supărat pe antrenor, spunând că era „supărat pe el însuși”. La Euro 2008 el a terminat turneul ca al doilea marcator al Spaniei, cu 3 reușite în meciurile cu Rusia, terminat 4-0, în meciul cu Suedia, terminat 2-1 și în finală cu Germania, care a adus victoria Spaniei la Euro 2008. A fost inclus ca atacant în echipa turneului, împreună cu colegul său, David Villa.

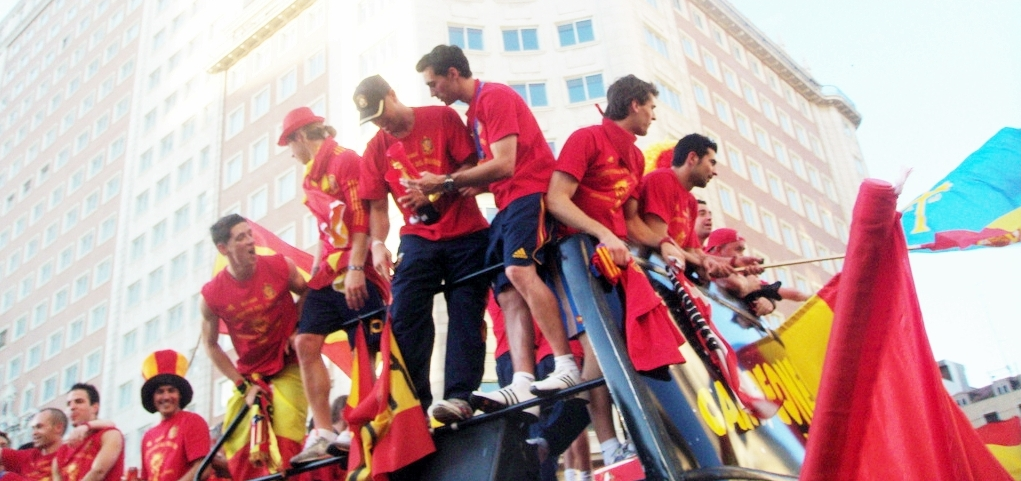
Torres sărbătorește împreună cu Spania victoria în finala Cupei Mondiale 2010, în Plaza de España la 12 iulie 2010

La 28 martie 2009, Torres a marcat cea de-a 60-a selecție în naționala țării sale, în meciul contra Turciei, contând pentru preliminariile Campionatului Mondial din 2010, fiind cel mai tânăr jucător care ajunge la 60 de selecții în echipa națională a Spaniei. Într-un sezon în care a fost afectat de accidentări, el a pierdut o serie de meciuri de calificare, dar a reușit să marcheze împotriva selecționatei Chile înlocuindu-l în a doua repriză pe Villa. A fost numit în echipa Spaniei pentru Cupa Confederațiilor FIFA 2009 care are loc în iunie. El a marcat al doilea hat-trick al Spaniei după 17 minute într-un meci din Cupa Confederațiilor împotriva Noii Zeelande pe 14 iunie, devenind astfel cel mai rapid hat-trick din istorie echipei naționale de fotbal a Spaniei. A jucat pentru Spania în înfrângerea cu 2–0 cu Statele Unite în semifinală, precum și în finala mică, pe care Spania a câștigat-o cu 3–2 contra Africa de Sud după prelungiri.
Operat la genunchi la 18 aprilie 2010, a pierdut finalul sezonului de Premier League. Recuperarea lui Torres a fost supravegheată de antrenorul naționalei Spaniei, Vicente del Bosque. Deși încă accidentat, Torres a fost selecționat în mai la naționala Spaniei pentru Cupa Mondială. La 8 iunie, Torres a reapărut pe teren după exact două luni de absență, intrând în minutul 66 în meciul amical cu Polonia. A intrat apoi în minutul 61 în meciul de debut al Spaniei la Cupa Mondială, în 16 iunie, pierdut cu 1–0 cu Elveția. În următoarele meciuri, cu Honduras și Chile, a început titular, dar, deși prestația sa în meciurile de grupă a fost considerată sub așteptări, a fost susținut de antrenorul Vicente del Bosque. Torres a intrat în minutul 105 al finalei câștigate de Spania cu 1–0 în fața Țărilor de Jos la 11 iulie 2010.
Torres a făcut parte din lotul deplasat de Del Bosque la Euro 2012. În primul meci ca titular la turneul final, a marcat două goluri în victoria scor 4–0 în fața Irlandei, echipă care în urma rezultatului a fost eliminată. În finala campionatului, Torres a intrat ca rezervă cu Italia, marcând un gol și oferind o pasă de gol, cu Spania câștigând al doilea Campionat European consecutiv cu o victorie, scor 4–0. Acest gol i-a adus Gheata de Aur a campionatului cu trei goluri și o pasă de gol, jucând mai puține minute decât Mario Gómez, care avea și el trei goluri și o pasă.
Torres a jucat cel de-al o sutălea meci la națională împotriva Arabiei Saudite pe 7 septembrie 2012, devenind cel de-al șaselea jucător ca număr de selecții pentru Spania și începând meciul din postura de căpitan în ca urmare a absenței lui Iker Casillas. A devenit primul jucător care a marcat patru goluri într-un meci de Cupa Confederațiilor, 10–0 cu Tahiti pe 20 iunie 2013. Torres a devenit și primul jucător care a marcat două hat-trickuri la Cupa Confederației, și cu cinci goluri și o pasă de gol a câștigat Gheata de Aur a turneului, jucând mai puține minute ca Fred care reușise aceleași cifre.
În primul meci la națională după unsprezece luni, Torres a marcat din penalty într-un meci amical cu Bolivia pe 30 mai 2014. Peste o zi, a fost numit în lotul Spaniei pentru Campionatul Mondial, fiind preferat în locul lui Álvaro Negredo și Fernando Llorente. După ce a intrat din postura de rezervă în primele două meciuri ale turneului, Torres a fost titular în cel de-al treilea meci al grupei, după ce Spania era deja eliminată. A marcat al doilea gol al Spaniei în meciul câștigat cu 3–0 în fața Australia din Curitiba.

## Stil de joc
Torres a fost descris ca având „un ochi pentru spectaculos” și ca având „abilități de clasă mondială”, fiind și un „atacant tehnic și de mare succes”. El are abilitatea de s se plasa în poziții din care poate să înscrie, folosindu-și viteza și viziunea pentru a ajunge în spatele fundașilor. Un atacant muncitor, el este cunoscut și pentru insistența de a hărțui și de a pune presiune pe fundașii adverși, fiind capabil de a crea șanse pentru coechipieri, pe lângă faptul că este un bun marcator; acest lucru a fost pus în evidență în ocaziile în care a fost folosit drept al doilea atacant. Fiind puternic în duelurile aeriene, lovește cu precizie mingea atât cu capul cât și cu ambele picioare, prolificitatea sa din perioada când a fost în formă maximă aducându-i o reputație de atacant de clasă mondială. Totuși, desele accidentări au dus la o pierdere de formă, viteză, încredere și mai puține goluri înscrise în ultimele sezoane.

## Viața personală

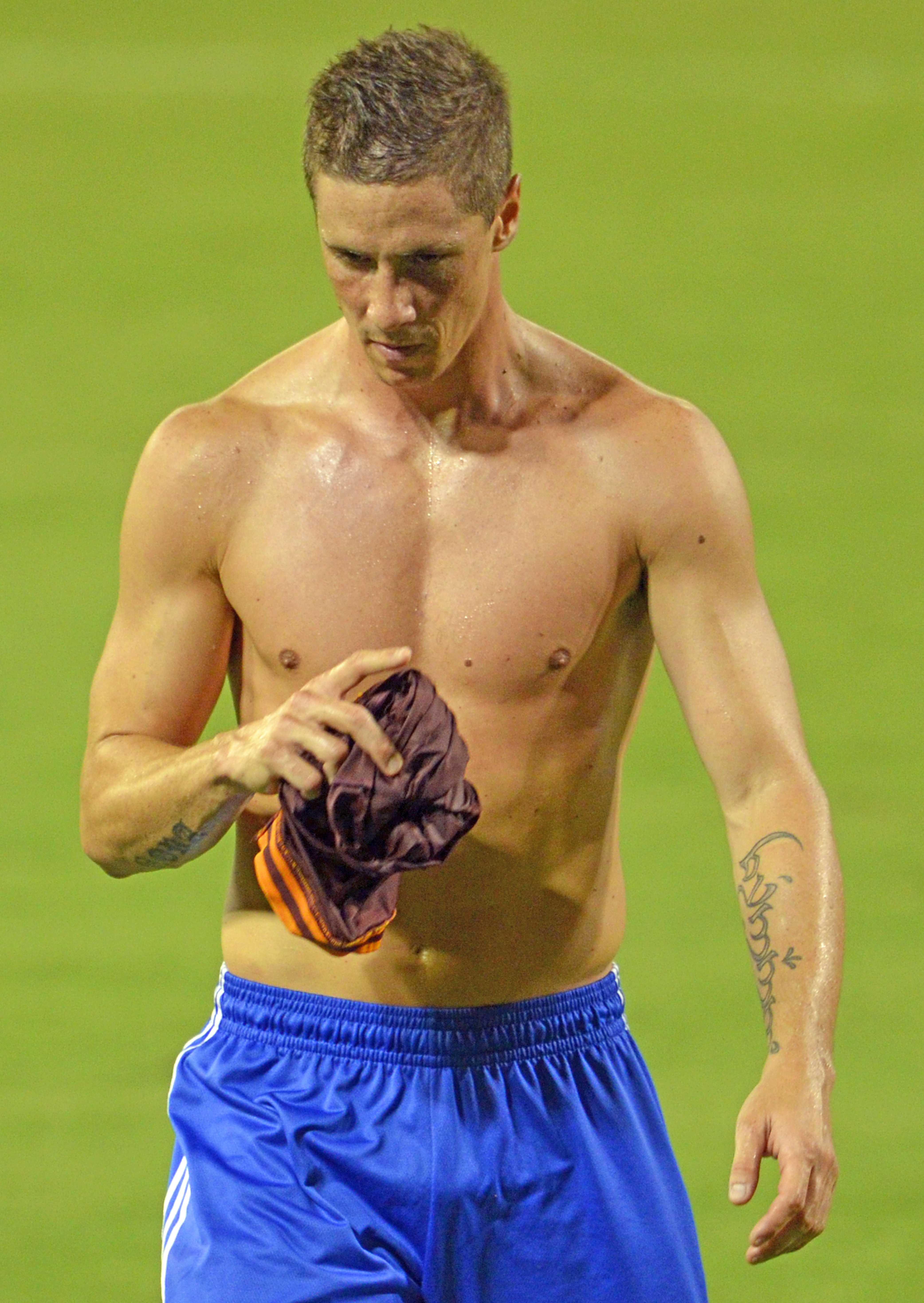
Torres' Tolkien tattoo can be seen on his left arm

Părinții lui Torres sunt José Torres și  Flori Sanz. El are un frate și o soră mai mare: Israel (n. 1977) și María Paz (n. 1976). S-a căsătorit cu Olalla Domínguez Liste pe 27 mai 2009 într-o ceremonie privată cu doar doi martori la primăria din El Escorial, Madrid. Cei doi formează un cuplu din 2001, și s-au întâlnit în orașul maritim galician Estorde, Cee, unde Torres mergea cu familia în vacanță în fiecare an. Are doi copii: Nora, fiică născută pe 8 iulie 2009 la spitalul La Rosaleda, în Santiago de Compostela, Galicia, și un fiu, Leo, născut pe 6 decembrie 2010 la Spitalul de Femei din Liverpool, cu Torres fiind învoit de la meciul cu Aston Villa de pe Anfield din acest motiv.
În 2009, averea lui Torres a fost evaluată în jurul sumei de 14 milioane lire sterline. Torres a jucat în videoclipul „Ya Nada Volverá A Ser Como Antes” făcut de formația rock spaniolă El Canto del Loco, al cărei cântăreț, Dani Martín, este bun prieten cu fotbalistul. A jucat un rol episodic în comedia din 2005, Torrente 3: El protector. În 2009, el a lansat o carte autobiografică intitulată Torres: El Niño: My Story. Torres este un mare admirator al cărților lui J. R. R. Tolkien și are un tatuaj pe antebraț pe care scrie „Fernando” în limbajul Tengwar.

## Statistici carieră

### Club

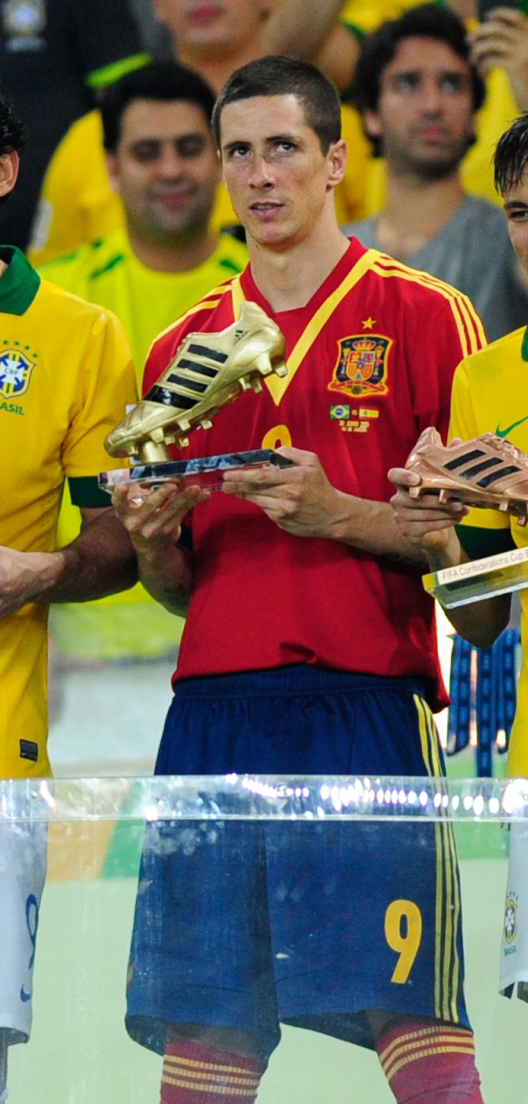
Torres în tricoul Furiei Roja, după primirea Ghetei de Aur la Cupa Confederațiilor FIFA 2013

| Club                         | Sezon         | Campionat        | Campionat | Campionat | Cupă    | Cupă   | Cupa Ligii | Cupa Ligii | Europa  | Europa | Altele  | Altele | Total   | Total  |
| Club                         | Sezon         | Divizia          | Meciuri   | Goluri    | Meciuri | Goluri | Meciuri    | Goluri     | Meciuri | Goluri | Meciuri | Goluri | Meciuri | Goluri |
| ---------------------------- | ------------- | ---------------- | --------- | --------- | ------- | ------ | ---------- | ---------- | ------- | ------ | ------- | ------ | ------- | ------ |
| Atlético Madrid              | 2000–01       | Segunda División | 4         | 1         | 2       | 0      | —          | —          | —       | —      | —       | —      | 6       | 1      |
| Atlético Madrid              | 2001–02       | Segunda División | 36        | 6         | 1       | 1      | —          | —          | —       | —      | —       | —      | 37      | 7      |
| Atlético Madrid              | 2002–03       | La Liga          | 29        | 13        | 3       | 1      | —          | —          | —       | —      | —       | —      | 32      | 14     |
| Atlético Madrid              | 2003–04       | La Liga          | 35        | 19        | 5       | 2      | —          | —          | —       | —      | —       | —      | 40      | 21     |
| Atlético Madrid              | 2004–05       | La Liga          | 38        | 16        | 6       | 2      | —          | —          | 5       | 2      | —       | —      | 49      | 20     |
| Atlético Madrid              | 2005–06       | La Liga          | 36        | 13        | 4       | 0      | —          | —          | —       | —      | —       | —      | 40      | 13     |
| Atlético Madrid              | 2006–07       | La Liga          | 36        | 14        | 4       | 1      | —          | —          | —       | —      | —       | —      | 40      | 15     |
| Atlético Madrid              | Total         | Total            | 214       | 82        | 25      | 7      | —          | —          | 5       | 2      | —       | —      | 244     | 91     |
| Liverpool                    | 2007–08       | Premier League   | 33        | 24        | 1       | 0      | 1          | 3          | 11      | 6      | —       | —      | 46      | 33     |
| Liverpool                    | 2008–09       | Premier League   | 24        | 14        | 3       | 1      | 2          | 0          | 9       | 2      | —       | —      | 38      | 17     |
| Liverpool                    | 2009–10       | Premier League   | 22        | 18        | 2       | 0      | 0          | 0          | 8       | 4      | —       | —      | 32      | 22     |
| Liverpool                    | 2010–11       | Premier League   | 23        | 9         | 1       | 0      | 0          | 0          | 2       | 0      | —       | —      | 26      | 9      |
| Liverpool                    | Total         | Total            | 102       | 65        | 7       | 1      | 3          | 3          | 30      | 12     | —       | —      | 142     | 81     |
| Chelsea                      | 2010–11       | Premier League   | 14        | 1         | 0       | 0      | 0          | 0          | 4       | 0      | 0       | 0      | 18      | 1      |
| Chelsea                      | 2011–12       | Premier League   | 32        | 6         | 6       | 2      | 1          | 0          | 10      | 3      | —       | —      | 49      | 11     |
| Chelsea                      | 2012–13       | Premier League   | 36        | 8         | 5       | 1      | 4          | 2          | 16      | 9      | 3       | 2      | 64      | 22     |
| Chelsea                      | 2013–14       | Premier League   | 28        | 5         | 2       | 0      | 1          | 1          | 10      | 5      | 0       | 0      | 41      | 11     |
| Chelsea                      | 2014–15       | Premier League   | 0         | 0         | —       | —      | —          | —          | —       | —      | —       | —      | 0       | 0      |
| Chelsea                      | Total         | Total            | 110       | 20        | 13      | 3      | 6          | 3          | 40      | 17     | 3       | 2      | 172     | 45     |
| Milan (împrumutat)           | 2014–15       | Serie A          | 10        | 1         | —       | —      | —          | —          | —       | —      | —       | —      | 10      | 1      |
| Atlético Madrid (împrumutat) | 2014–15       | La Liga          | 19        | 3         | 4       | 3      | —          | —          | 3       | 0      | —       | —      | 26      | 6      |
| Atlético Madrid (împrumutat) | 2015–16       | La Liga          | 30        | 11        | 2       | 0      | —          | —          | 12      | 1      | —       | —      | 44      | 12     |
| Atlético Madrid              | 2016–17       | La Liga          | 31        | 8         | 5       | 1      | —          | —          | 9       | 1      | —       | —      | 45      | 10     |
| Atlético Madrid              | 2017–18       | La Liga          | 27        | 5         | 6       | 3      | —          | —          | 12      | 2      | —       | —      | 45      | 10     |
| Atlético Madrid              | Total         | Total            | 107       | 27        | 17      | 7      | —          | —          | 36      | 4      | —       | —      | 160     | 38     |
| Sagan Tosu                   | 2018          | J1 League        | 17        | 3         | 2       | 1      | 0          | 0          | —       | —      | —       | —      | 19      | 4      |
| Sagan Tosu                   | 2019          | J1 League        | 18        | 2         | 0       | 0      | 2          | 0          | —       | —      | —       | —      | 20      | 2      |
| Sagan Tosu                   | Total         | Total            | 35        | 5         | 2       | 1      | 2          | 0          | —       | —      | —       | —      | 39      | 6      |
| Total carieră                | Total carieră | Total carieră    | 578       | 200       | 64      | 19     | 11         | 6          | 111     | 35     | 3       | 2      | 767     | 262    |

1. ↑  Meciuri în Cupa UEFA Intertoto
2. 1 2 3 4 5 6 7  Meciuri în Liga Campionilor UEFA
3. ↑  Patru meciuri în Liga Campionilor, patru meciuri și patru goluri în UEFA Europa League
4. ↑  Meciuri în UEFA Europa League
5. ↑  Un meci în Supercupa Europei, șase meciuri și trei goluri în Liga Campionilor, nouă meciuri și șase goluri în UEFA Europa League
6. ↑  Un meci și un gol în FA Community Shield, două meciuri și un gol în Campionatul Mondial al Cluburilor
7. ↑  Un meci și un gol în Supercupa Europei, nouă meciuri și patru goluri în Liga Campionilor
8. ↑  Cinci meciuri în Liga Campionilor, șapte meciuri și două goluri în UEFA Europa League

### Internațional
La 23 iunie 2014..
| Echipa | An    | Amicale | Amicale | Competitive | Competitive | Total   | Total  |
| Echipa | An    | Meciuri | Goluri  | Meciuri     | Goluri      | Meciuri | Goluri |
| ------ | ----- | ------- | ------- | ----------- | ----------- | ------- | ------ |
| Spania | 2003  | 1       | 0       | 2           | 0           | 3       | 0      |
| Spania | 2004  | 6       | 1       | 5           | 0           | 11      | 1      |
| Spania | 2005  | 3       | 1       | 9           | 7           | 12      | 8      |
| Spania | 2006  | 6       | 1       | 7           | 4           | 13      | 5      |
| Spania | 2007  | 2       | 0       | 4           | 1           | 6       | 1      |
| Spania | 2008  | 6       | 1       | 7           | 2           | 13      | 3      |
| Spania | 2009  | 3       | 2       | 10          | 3           | 13      | 5      |
| Spania | 2010  | 3       | 1       | 8           | 2           | 11      | 3      |
| Spania | 2011  | 7       | 1       | 2           | 0           | 9       | 1      |
| Spania | 2012  | 4       | 1       | 6           | 3           | 10      | 4      |
| Spania | 2013  | 1       | 0       | 4           | 5           | 5       | 5      |
| Spania | 2014  | 1       | 1       | 3           | 1           | 4       | 2      |
| Total  | Total | 43      | 10      | 67          | 28          | 110     | 38     |

### Goluri internaționale
La 23 iunie 2014..
| #   | Dată               | Stadion                                           | Adversar                   | Scor | Rezultat | Competiție                                             |
| --- | ------------------ | ------------------------------------------------- | -------------------------- | ---- | -------- | ------------------------------------------------------ |
| 1.  | 28 aprilie 2004    | Stadio Luigi Ferraris, Genoa, Italia              | Italia                     | 0–1  | 1–1      | Meci amical                                            |
| 2.  | 10 februarie 2005  | Estadio Mediterraneo, Almería, Spania             | San Marino                 | 2–0  | 5–0      | Calificările pentru Campionatul Mondial de Fotbal 2006 |
| 3.  | 26 martie 2005     | Estadio El Helmántico, Salamanca, Spania          | China                      | 1–0  | 3–0      | Meci amical                                            |
| 4.  | 10 mai 2005        | Stadionul Regele Baudouin, Bruxelles, Belgia      | Belgia                     | 0–1  | 0–2      | Calificările pentru Campionatul Mondial de Fotbal 2006 |
| 5.  | 10 mai 2005        | Stadionul Regele Baudouin, Bruxelles, Belgia      | Belgia                     | 0–2  | 0–2      | Calificările pentru Campionatul Mondial de Fotbal 2006 |
| 6.  | 12 octombrie 2005  | Stadio Olimpico, Roma, Italia                     | San Marino                 | 0–2  | 0–6      | Calificările pentru Campionatul Mondial de Fotbal 2006 |
| 7.  | 12 octombrie 2005  | Stadio Olimpico, Roma, Italia                     | San Marino                 | 0–5  | 0–6      | Calificările pentru Campionatul Mondial de Fotbal 2006 |
| 8.  | 12 octombrie 2005  | Stadio Olimpico, Roma, Italia                     | San Marino                 | 0–6  | 0–6      | Calificările pentru Campionatul Mondial de Fotbal 2006 |
| 9.  | 12 noiembrie 2005  | Vicente Calderón, Madrid, Spania                  | Slovacia                   | 3–1  | 5–1      | Calificările pentru Campionatul Mondial de Fotbal 2006 |
| 10. | 7 iunie 2006       | Stade de Genève, Geneva, Elveția                  | Croația                    | 2–1  | 2–1      | Meci amical                                            |
| 11. | 14 iunie 2006      | Zentralstadion, Leipzig, Germania                 | Ucraina                    | 4–0  | 4–0      | Campionatul Mondial de Fotbal 2006                     |
| 12. | 19 iunie 2006      | Mercedes-Benz Arena, Stuttgart, Germania          | Tunisia                    | 2–1  | 3–1      | Campionatul Mondial de Fotbal 2006                     |
| 13. | 19 iunie 2006      | Mercedes-Benz Arena, Stuttgart, Germania          | Tunisia                    | 3–1  | 3–1      | Campionatul Mondial de Fotbal 2006                     |
| 14. | 2 septembrie 2006  | Estadio Nuevo Vivero, Badajoz, Spania             | Liechtenstein              | 1–0  | 4–0      | Preliminariile Campionatului European de Fotbal 2008   |
| 15. | 12 septembrie 2007 | Estadio Carlos Tartiere, Oviedo, Spania           | Letonia                    | 2–0  | 2–0      | Preliminariile Campionatului European de Fotbal 2008   |
| 16. | 14 iunie 2008      | Tivoli Neu, Innsbruck, Austria                    | Suedia                     | 0–1  | 1–2      | Campionatul European de Fotbal 2008                    |
| 17. | 29 iunie 2008      | Ernst-Happel-Stadion, Viena, Austria              | Germania                   | 0–1  | 0–1      | Campionatul European de Fotbal 2008                    |
| 18. | 19 noiembrie 2008  | El Madrigal, Villarreal, Spania                   | Chile                      | 2–0  | 3–0      | Meci amical                                            |
| 19. | 9 iunie 2009       | Tofik Bakhramov, Baku, Azerbaijan                 | Azerbaidjan                | 0–6  | 0–6      | Meci amical                                            |
| 20. | 14 iunie 2009      | Royal Bafokeng Stadium, Rustenburg, Africa de Sud | Noua Zeelandă              | 0–1  | 0–5      | Cupa Confederațiilor FIFA 2009                         |
| 21. | 14 iunie 2009      | Royal Bafokeng Stadium, Rustenburg, Africa de Sud | Noua Zeelandă              | 0–2  | 0–5      | Cupa Confederațiilor FIFA 2009                         |
| 22. | 14 iunie 2009      | Royal Bafokeng Stadium, Rustenburg, Africa de Sud | Noua Zeelandă              | 0–3  | 0–5      | Cupa Confederațiilor FIFA 2009                         |
| 23. | 12 august 2009     | Philip II Arena, Skopje, Macedonia                | Macedonia de Nord          | 2-1  | 2-3      | Meci amical                                            |
| 24  | 8 iunie 2010       | Nueva Condomina, Spania                           | Polonia                    | 5-0  | 6-0      | Meci amical                                            |
| 25  | 3 septembrie 2010  | Rheinpark Stadion, Liechtenstein                  | Liechtenstein              | 0-1  | 0-4      | Preliminariile Campionatului European de Fotbal 2012   |
| 26  | 3 septembrie 2010  | Rheinpark Stadion, Liechtenstein                  | Liechtenstein              | 0-3  | 0-4      | Preliminariile Campionatului European de Fotbal 2012   |
| 27. | 4 iunie 2011       | Gillette Stadium, America                         | Statele Unite ale Americii | 0-4  | 0-4      | Meci amical                                            |
| 28. | 30 mai 2012        | Stade de Suisse, Elveția                          | Coreea de Sud              | 1-0  | 4-1      | Meci amical                                            |
| 29. | 14 iunie 2012      | Gdansk Arena, Polonia                             | Irlanda                    | 1-0  | 4-0      | Campionatul European 2012                              |
| 30. | 14 iunie 2012      | Gdansk Arena, Polonia                             | Irlanda                    | 3-0  | 4-0      | Campionatul European 2012                              |
| 31. | 1 iulie 2012       | Olímpico de Kiev, Ukraina                         | Italia                     | 3-0  | 4-0      | Campionatul European 2012                              |
| 32. | 20 iunie 2013      | Estádio do Maracanã, Rio de Janeiro, Brazilia     | Tahiti                     | 1–0  | 10–0     | Cupa Confederațiilor FIFA 2013                         |
| 33. | 20 iunie 2013      | Estádio do Maracanã, Rio de Janeiro, Brazilia     | Tahiti                     | 3–0  | 10–0     | Cupa Confederațiilor FIFA 2013                         |
| 34. | 20 iunie 2013      | Estádio do Maracanã, Rio de Janeiro, Brazilia     | Tahiti                     | 6–0  | 10–0     | Cupa Confederațiilor FIFA 2013                         |
| 35. | 20 iunie 2013      | Estádio do Maracanã, Rio de Janeiro, Brazilia     | Tahiti                     | 9–0  | 10–0     | Cupa Confederațiilor FIFA 2013                         |
| 36. | 23 iunie 2013      | Castelão, Fortaleza, Brazilia                     | Nigeria                    | 2–0  | 3–0      | Cupa Confederațiilor FIFA 2013                         |
| 37. | 30 mai 2014        | Ramón Sánchez Pizjuán, Sevilla                    | Bolivia                    | 1–0  | 2–0      | Meci amical                                            |
| 38. | 23 iunie 2014      | Arena da Baixada, Curitiba, Brazilia              | Australia                  | 2–0  | 3–0      | Campionatul Mondial de Fotbal 2014                     |

## Palmares

### Club
Atlético Madrid
- Segunda División: 2001-2002[198]
- UEFA Europa League: 2017–18[101]

Chelsea
- FA Cup: 2011–12[198]
- UEFA Champions League: 2011–12[198]
- UEFA Europa League: 2012–13[198]

### Internațional
Spania U-16
- Campionatul European de Fotbal Sub-16: 2001[198]

Spania U-19
- Campionatul European de Fotbal Sub-19: 2002[198]

 Spania
- Campionatul European de Fotbal (2): 2008, 2012[198]
- Campionatul Mondial de Fotbal: 2010[198]
- Cupa Confederațiilor FIFA

Finalist: 2013
Locul 3: 2009

### Individual
- Cupa Nike - Cel mai bun marcator: 1999[198]
- Cupa Algarve - Jucătorul turneului: 2001[198]
- Cupa Algarve - Cel mai bun marcator: 2001[198]
- Campionatul European de Fotbal Sub-16 - Jucătorul turneului: 2001[198]
- Campionatul European de Fotbal Sub-16 - Cel mai bun marcator: 2001[198]
- Campionatul European de Fotbal Sub-18 - Jucătorul turneului: 2003[198]
- Campionatul European de Fotbal Sub-19 - Cel mai bun marcator: 2003[198]
- PFA Echipa Anului: 2007-2008[36]
- Jucătorul lunii în Premier League: februarie 2008, septembrie 2009[29]
- Golul lunii în Premier League (2): aprilie 2009,[199] martie 2010
- Golgheterul Liverpool FC: 2007-2008
- Campionatul European de Fotbal - Echipa Turneului: 2008[121]
- FIFPro World XI (2): 2008, 2009[53]
- Golgheter la Campionatul European de Fotbal 2012[198]
- Gheata de Aur la Cupa Confederațiilor FIFA 2013[200]